# Le Montellier
Le Montellier és un municipi francès situat al departament de l'Ain i a la regió d'Alvèrnia-Roine-Alps. L'any 2007 tenia 213 habitants.

## Demografia

### Població
El 2007 la població de fet de Le Montellier era de 213 persones. Hi havia 76 famílies de les quals 12 eren unipersonals (12 homes vivint sols), 32 parelles sense fills i 32 parelles amb fills.
La població ha evolucionat segons el següent gràfic:
Habitants censats

### Habitatges
El 2007 hi havia 90 habitatges, 78 eren l'habitatge principal de la família, 9 eren segones residències i 3 estaven desocupats. 88 eren cases i 2 eren apartaments. Dels 78 habitatges principals, 52 estaven ocupats pels seus propietaris, 21 estaven llogats i ocupats pels llogaters i 5 estaven cedits a títol gratuït; 9 tenien tres cambres, 21 en tenien quatre i 48 en tenien cinc o més. 70 habitatges disposaven pel capbaix d'una plaça de pàrquing. A 30 habitatges hi havia un automòbil i a 46 n'hi havia dos o més.

### Piràmide de població
La piràmide de població per edats i sexe el 2009 era:
| Homes | Edats   | Dones |
| ----- | ------- | ----- |
| 0     | 95 o +  | 0     |
| 0     | 90 a 94 | 0     |
| 0     | 85 a 89 | 0     |
| 0     | 80 a 84 | 0     |
| 0     | 75 a 79 | 4     |
| 0     | 70 a 74 | 0     |
| 4     | 65 a 69 | 0     |
| 16    | 60 a 64 | 12    |
| 0     | 55 a 59 | 8     |
| 16    | 50 a 54 | 12    |
| 12    | 45 a 49 | 12    |
| 8     | 40 a 44 | 16    |
| 4     | 35 a 39 | 8     |
| 12    | 30 a 34 | 12    |
| 12    | 25 a 29 | 4     |
| 8     | 20 a 24 | 0     |
| 4     | 15 a 19 | 0     |
| 8     | 10 a 14 | 8     |
| 4     | 5 a 9   | 0     |
| 4     | 0 a 4   | 8     |

## Economia
El 2007 la població en edat de treballar era de 137 persones, 104 eren actives i 33 eren inactives. De les 104 persones actives 98 estaven ocupades (55 homes i 43 dones) i 6 estaven aturades (1 home i 5 dones). De les 33 persones inactives 12 estaven jubilades, 13 estaven estudiant i 8 estaven classificades com a «altres inactius».

### Ingressos
El 2009 a Le Montellier hi havia 85 unitats fiscals que integraven 230,5 persones, la mediana anual d'ingressos fiscals per persona era de 20.806 €.

### Activitats econòmiques
Dels 8 establiments que hi havia el 2007, 2 eren d'empreses de construcció, 2 d'empreses de comerç i reparació d'automòbils, 1 d'una empresa immobiliària, 2 d'empreses de serveis i 1 d'una empresa classificada com a «altres activitats de serveis».
Dels 3 establiments de servei als particulars que hi havia el 2009, 1 era un paleta, 1 guixaire pintor i 1 agència immobiliària.
L'any 2000 a Le Montellier hi havia 11 explotacions agrícoles que ocupaven un total de 824 hectàrees.

## Equipaments sanitaris i escolars
El 2009 hi havia una escola elemental integrada dins d'un grup escolar amb les comunes properes formant una escola dispersa.

## Poblacions més properes
El següent diagrama mostra les poblacions més properes.